# Ludvíkov
Ludvíkov (in tedesco Ludwigsthal) è un comune della Repubblica Ceca facente parte del distretto di Bruntál, nella regione della Moravia-Slesia.